# النظام العالمي الجديد (بهائية)
تشير عبارة «النظام العالمي الجديد» ("new world order") في دين البهائية إلى استبدال الأعراف والقيم السياسية الجماعية للقرن التاسع عشر بنظام جديد للحكم العالمي يتضمن المُثُل البهائية للوحدة والعدالة لجميع الأمم والأجناس والمذاهب، والفصول. إن فكرة توحيد العالم، سياسياً وروحياً، هي في صميم التعاليم البهائية.
علم بهاءالله أن النظام المستقبلي سيكون تجسيدًا لمخطط الله للبشرية. لاحقًا، فسَّر خلفاؤه، عبد البهاء وشوقي أفندي، «توحيد البشرية» على أنه إنشاء نهائي للكومنولث العالمي، فيما بعد كحكومة عالمية منتخبة ديمقراطية على أساس مبادئ الإنصاف والعدالة.

## غير سياسي
ينظر البهائيون إلى هذه الرؤية لعالم الكومنولث على أنه ليس لها أجندة سياسية حزبية معينة. لا يفترض أن يتدخل الأعضاء في السياسة. شوقي أفندي، حفيد بهاءالله ووصي العقيدة البهائية من عام 1921 حتى وفاته عام 1957، صرح بأنه لا يمكن فهم بنية النظام العالمي الجديد وأهميته وتداعياته وفوائده وإمكانياته في الوقت الحالي، ولكن ذلك فقط بمرور الوقت سوف يصبح واضحًا. وبدلاً من ذلك، يقول، يمكن فقط تحديد المبادئ التوجيهية التي يقوم عليها النظام العالمي الجديد بشكل عام.

## الحكومة العالمية
في النظام العالمي لبهاءالله، الذي نُشر لأول مرة عام 1938، يصف شوقي أفندي الحكومة العالمية المتوقعة بأنها «دولة عظمى في العالم في المستقبل» مع الدين البهائي على أنه «دين الدولة لقوة مستقلة وذات سيادة».
ووفقًا لشوقي أفندي، فإن «وحدة الجنس البشري، كما تصورها بهاءالله، تعني ضمناً إنشاء كومنولث عالمي تتحد فيه جميع الأمم والأجناس والعقائد والطبقات بشكل وثيق ودائم، وتتحد فيه استقلالية أفرادها. أعضاء الدولة والحرية الشخصية ومبادرة الأفراد الذين يؤلفونهم مضمونة تمامًا وبشكل كامل. يجب أن يتكون هذا الكومنولث، بقدر ما يمكننا تخيله، من هيئة تشريعية عالمية، سيتحكم أعضاؤها، بصفتهم أمناء للبشرية جمعاء، في نهاية المطاف على الموارد الكاملة لجميع الدول المكونة لها، وسوف يسنون مثل هذه القوانين التي يجب أن تكون. المطلوبة لتنظيم الحياة وتلبية الاحتياجات وتعديل العلاقات بين جميع الأجناس والشعوب. سيقوم مسؤول تنفيذي عالمي، بدعم من قوة دولية، بتنفيذ القرارات التي تم التوصل إليها، وتطبيق القوانين التي يسنها هذا المجلس التشريعي العالمي، وسيحمي الوحدة العضوية للكومنولث بأسره. ستفصل محكمة عالمية وتصدر حكمها الإلزامي والنهائي في جميع وأي نزاعات قد تنشأ بين مختلف العناصر التي تشكل هذا النظام العالمي.»
يؤكد المؤلف البهائي جوزيف شيبرد على التوازن بين الوحدة والتنوع في النظام البهائي، مشيرًا إلى أنه في النظام العالمي الجديد «يجب حماية الهوية الثقافية وتنوع الأفراد واحترامهما وتقديرهما باعتبارهما جزءًا لا يتجزأ من الكل» وذلك لتجنب التطرف. الوحدة تؤدي إلى التوحيد.

## مبادئ
تتضمن بعض المبادئ المحددة في النظام العالمي الجديد ما يلي:
- السلام العالمي القائم على الأمن الجماعي العالمي؛
- وحدة الدين.
- إقامة حكومة عالمية يمكنها سن القوانين المطلوبة لتلبية احتياجات جميع الناس؛
- برلمان عالمي منتخب
- مدونة قانون عالمية: تقوم على العدالة للأفراد والعدالة للأمم.
- محكمة عالمية ملزمة؛
- قوة شرطة عالمية.
- ميثاق عالمي لحقوق الإنسان؛
- الحق العالمي في التعليم؛
- إعداد لغة عالمية مساعدة؛
- التنوع المستمر للثقافة؛
- عملة عالمية
- نظام التجارة العالمية من خلال إنشاء نظام اقتصادي عادل حيث يتم ضمان الأمن الاقتصادي للفرد؛[8][9]
- القضاء على التطرف في الثروة والفقر.